# Высадка в заливе Лингаен
Высадка в заливе Лингаен (англ. Invasion of Lingayen Gulf, филипп. Paglusob sa Golfo ng Lingayen) — военная операция союзников, проведённая 6-9 января 1945 года на Филиппинах. Ранним утром 6 января 1945 союзные силы под командованием адмирала Джесси Ольдендорфа начали приближаться к городу Лингаен. Военные корабли ВМС США и Королевского австралийского военно-морского флота начали обстрел японских позиций на побережье со своих позиций в заливе Лингаен и продолжали обстрел в течение трёх дней. 9 января 6-я армия высадилась между городами Лингаен и Сан-Фабиан.

## Предыстория
В течение Второй мировой войны обладание заливом Лингаен давало определённые стратегические преимущества. 22 декабря 1941 года японская 14-я армия под командованием Масахару Хоммы высаживается в восточной части залива, где им было оказано незначительное сопротивление. Японская высадка оказалась успешной. На следующий день после поражения генерал армии Дуглас Макартур издал приказ об отступлении из Лусона. В дальнейшем залив оставался под контролем японских войск, вплоть до высадки в заливе Лингаен.

## Операции

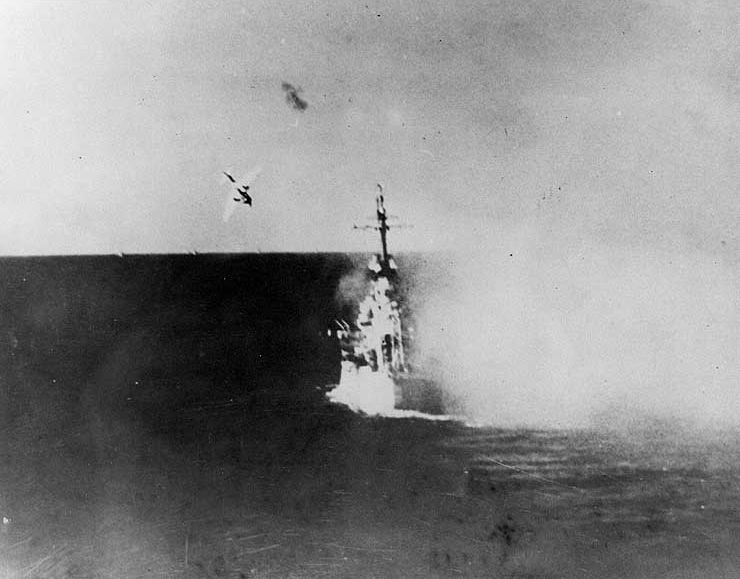
USS Columbia атакован камикадзе у залива Лингаен, 6 января 1945 года.

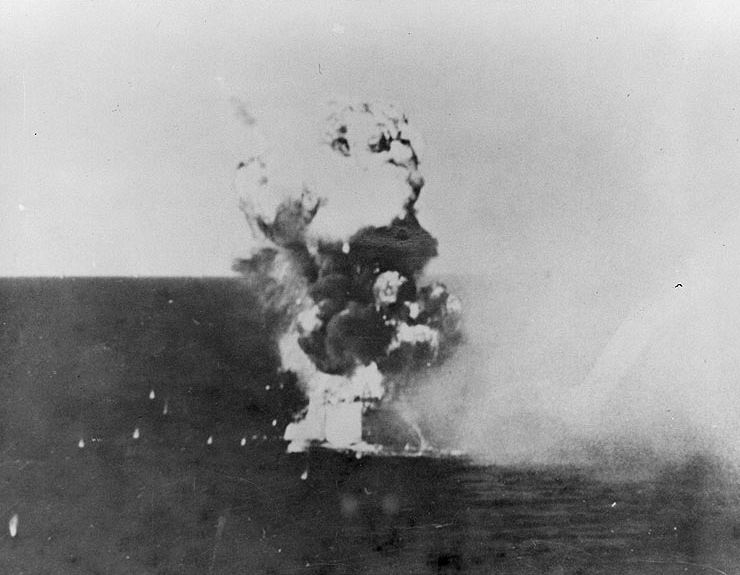
USS Columbia атакован камикадзе у залива Лингаен, 17:29.

С 6 января 1945 года начались тяжёлые военно-морские и воздушные бомбардировки японских позиций, в частности, аэродромов. Седьмого января, в ответ на бомбардировки, американские базы были атакованы камикадзе. На следующий день в районе бомбардировки были замечены филиппинцы, которые устроили парад по случаю скорого освобождения с американским и филиппинским флагами, поэтому в этот день та территория бомбардировкам не подвергалась.
В 09:30 9 января 1945 года части 6-й армии под командованием Вальтера Крюгера при поддержке морской артиллерии начали высадку в заливе Лингаен, практически не встретив сопротивления. В общей сложности в течение нескольких следующих дней американцы высадили в этом районе 203 000 солдат. Были захвачены города Суал, Лингаен, Дагупан и Сан-Фабиан (последний оказался под контролем 1-го армейского корпуса). Получилось так, что сил, которыми располагал Дуайт Эйзенхауэр в Европе, было меньше, чем находившиеся под командованием Макартура в этом районе. После захвата прибрежных городов американцы стали постепенно продвигаться вглубь страны.
Несмотря на общий успех и вытеснение японских войск, дислоцированных там, союзники понесли относительно большие потери, главным образом, в результате атак камикадзе. В период с 4 по 12 января, в общей сложности, было потоплено 24 корабля, ещё 67 получили повреждения; в том числе линкоры USS Mississippi, New Mexico и Colorado (последний был повреждён дружественным огнем), тяжёлый крейсер HMAS Australia, лёгкий крейсер USS Columbia и эсминцы USS Long и USS Hovey. Впоследствии Лингаен был превращён в базу снабжения, которая служила американцам до конца боевых действий, в частности, наличие базы в Лингаене способствовало победе союзников в битве за Лусон.